# Antonín Mityska
Antonín Mytiska (4. května 1927 Horní Újezd – 3. srpna 1951 Jihlava) byl český rolník a protikomunistický odbojář odsouzený v politickém procesu komunistickým režimem k trestu smrti a v roce 1951 popraven.

## Životopis
Narodil se v roce 1927 v Horním Újezdu. Pracoval jako rolník. Jeho otec František byl sedlák. V roce 1943, tedy ve svých pouhých šestnácti letech, musel po smrti otce převzít zděděné hospodářství.
Po únorovém puči začal působit v protikomunistickém odboji, do kterého jej naverboval Ladislav Malý. V červnu 1951 se setkával s Františkem Pařilem a Antonínem Plichtou a téhož měsíce se s Malým zúčastnil přepadení v Cidlině, při kterém byl zraněn předseda místního národního výboru. Na konci června se ještě zúčastnil zabití prasete a zapálení statku vlastněného místními funkcionáři KSČ.

### Vražda v Babicích
Dne 2. července 1951 se měl účastnit vraždy tří komunistických funkcionářů v obci Babice. Měl být jedním ze dvou střelců (druhým měl být Malý), který vraždil. Celý případ je dodnes zahalen tajemstvím a není jasné, kdo, za jakých okolností a z jakých důvodů tři příslušníky skutečně zavraždil. Komunistický režim jej nicméně použil jako záminku pro potlačení odboje v oblasti. V rámci případu Babice tak byl Mytiska v politickém procesu konaném v červenci 1951 spolu s dalšími šesti osobami (řada dalších osob pak byla ke stejnému trestu odsouzena v navazujících procesech) za trestné činy velezrady, vyzvědačství a některé další odsouzen k trestu smrti. Popraven byl v srpnu 1951. Jeho jméno je uvedeno na pamětních deskách v Třebíči a Jihlavě.

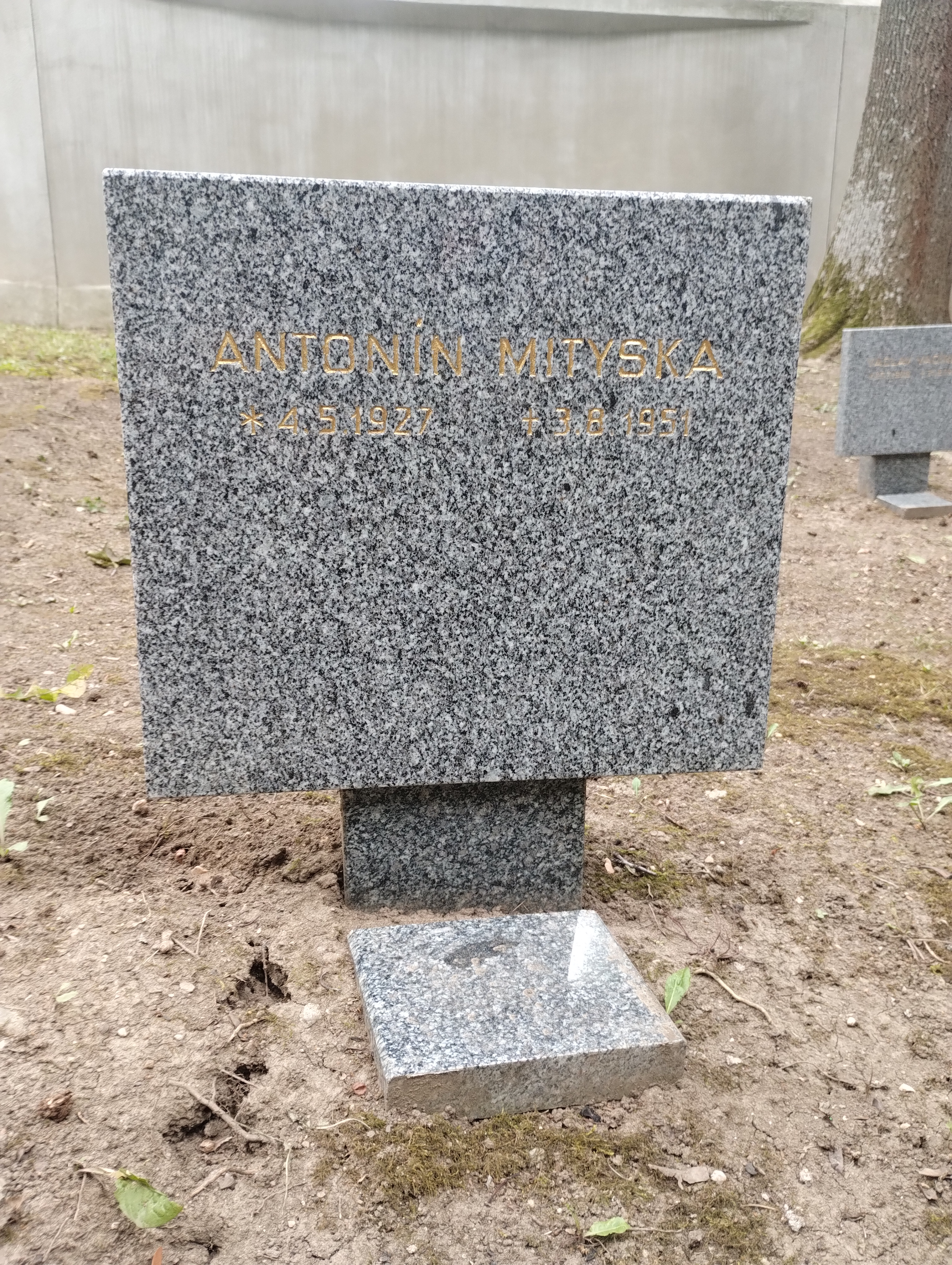
Symbolický náhrobek A. Mitysky na Čestném pohřebišti v Ďáblicích

Rehabilitován byl v roce 1996.